# Samsung Galaxy S24
Il Samsung Galaxy S24 è una linea di smartphone con sistema operativo Android, realizzata e progettata dalla Samsung Electronics facente parte della serie Samsung Galaxy S, presentato ufficialmente il 17 gennaio 2024 durante l’evento Unpacked insieme ad altri dispositivi. Comprende i modelli, in ordine crescente di dimensione, S24, S24+, S24 ULTRA. Il 26 settembre 2024 viene lanciato il modello S24 FE di dimensioni simili a S24+.
È il primo smartphone Samsung ad essere dotato di AI che comprende funzioni di AI generativa per modificare immagini, traduttore per chiamate e funzioni specifiche.

## Descrizione e specifiche
Secondo il produttore, sui S24 è previsto un supporto software di 7 anni; al momento del lancio sono aggiornati con Android 14 e OneUI 6.1.. Al suo interno prevede algoritmi di Intelligenza artificiale, che possono provvedere a diverse funzioni, come ad esempio la generazione di sfondi utilizzando quelli che possono essere paragonati a dei prompt, oppure è possibile impiegare l'IA per riepilogare e tradurre testi, note e appunti. Un'altra funzionalità interessante, la possibilità di trascrivere le telefonate o far intervenire l'IA per convertire in testo la voce del chiamante e dell'interlocutore.
Infine il Galaxy S24 Ultra include un alloggiamento per l'utile S-Pen, che aggiunge funzionalità e facilita la presa di appunti.